# Tarpon Springs
Tarpon Springs és una població dels Estats Units a l'estat de Florida. Segons el cens del 2000 tenia 21.003 habitants.

## Demografia
Segons el cens del 2000, Tarpon Springs tenia 21.003 habitants, 9.067 habitatges, i 5.947 famílies. La densitat de població era de 887,2 habitants/km².
Dels 9.067 habitatges en un 22,8% hi vivien nens de menys de 18 anys, en un 52,2% hi vivien parelles casades, en un 10% dones solteres, i en un 34,4% no eren unitats familiars. En el 29,2% dels habitatges hi vivien persones soles el 14,6% de les quals corresponia a persones de 65 anys o més que vivien soles. El nombre mitjà de persones vivint en cada habitatge era de 2,27 i el nombre mitjà de persones que vivien en cada família era de 2,78.
Per edats la població es repartia de la següent manera: un 19,2% tenia menys de 18 anys, un 6,2% entre 18 i 24, un 23,9% entre 25 i 44, un 25,9% de 45 a 60 i un 24,8% 65 anys o més.
L'edat mediana era de 45 anys. Per cada 100 dones de 18 o més anys hi havia 89,1 homes.
La renda mediana per habitatge era de 38.251 $ i la renda mediana per família de 46.316 $. Els homes tenien una renda mediana de 36.356 $ mentre que les dones 25.252 $. La renda per capita de la població era de 21.504 $. Entorn del 7,7% de les famílies i el 9,8% de la població estaven per davall del llindar de pobresa.

## Poblacions més properes
El següent diagrama mostra les poblacions més properes.